# Confraternita di San Jacopo di Compostella
La Confraternita di San Jacopo di Compostella è una confraternita con sede a Perugia nata nel 1981. Si propone in particolare di promuovere il Cammino di Santiago di Compostela.

## Storia
Nel 1981, sulle spoglie di una confraternita compostellana perugina del XIV secolo attiva per l'assistenza e il ricovero dei pellegrini che si dirigevano numerosi presso i luoghi santi, nasce la Confraternita di San Jacopo di Compostella. Nel 1989 viene ufficialmente riconosciuta dalle autorità ecclesiastiche competenti in qualità di associazione pubblica di fedeli secondo il Codice di diritto canonico vigente.

## Cammino di Santiago di Compostella
La Confraternita si è posta l'obiettivo, fin dalla sua costituzione, di promuovere il pellegrinaggio verso la tomba dell'Apostolo san Giacomo a Santiago di Compostela. Nel 1991 a Itero del Castillo, lungo il Cammino francese verso Santiago, la Confraternita ristruttura l'antico Ospedale di San Nicolás (appartenuto all'Ordine di San Giovanni) trasformandolo nel primo luogo di accoglienza per pellegrini gestito da italiani. San Nicolás è in funzione da aprile ai primi di ottobre.

## Via Romea Francigena
In anni recenti la Confraternita gestisce nel periodo estivo anche diverse strutture di accoglienza sulla via Francigena, tre in Toscana (una a Lucca presso la Curia dell'Arcidiocesi, chiamata Ospitale dei Santi  Martino e Giacomo, una a San Gimignano presso il convento di S. Agostino, chiamata Ospitale dei Santi Agostino e Giacomo, una a Radicofani chiamata Spedale dei Santi Pietro e Giacomo) e una a Roma (in Trastevere, chiamata Spedale della Provvidenza dei Santi Giacomo e Benedetto Labre). Quest'ultimo è aperto tutto l'anno ed offre accoglienza ai pellegrini che, muniti di credenziale, arrivano a Roma dopo aver percorso almeno 100 km a piedi.

## Via di Francesco
Da qualche anno la Confraternita gestisce, nel periodo estivo, una struttura di accoglienza anche su questa Via, presso l'Eremo di San Pietro in Vigneto, fra Gubbio e Valfabbrica, chiamata Spedale dei Santi Pietro e Giacomo.

## Cammino di San jacopo in Toscana
Su questo "nuovo" Cammino, interamente riscoperto e mappato da Confratelli appartenenti alla Confraternita, che unisce Firenze a Livorno (e da qui, via mare il pellegrino può arrivare in Spagna e proseguire per Santiago...) esiste un'ulteriore accoglienza a Pistoia, presso la chiesa di Sant'Andrea, chiamata Spedale dei Santi Andrea e Jacopo, aperta tutto l'anno.

## Struttura della Confraternita
La Confraternita ha sede a Perugia, dispone di un oratorio dove l'ultima domenica di maggio di ogni anno celebra la vestizione dei nuovi confratelli alla presenza del Cappellano responsabile della vita spirituale della Confraternita. Rettore della Confraternita di san Jacopo di Compostella è Paolo Caucci von Saucken, segue il Collegio dei Priori in rappresentanza dei Capitoli presenti in tutto il territorio nazionale. I confratelli sono distinti in ordinari e confratelli pellegrini ovvero coloro che hanno compiuto il pellegrinaggio a piedi, a cavallo o in bicicletta a Santiago di Compostella.

## Attività della Confraternita
La Confraternita organizza pellegrinaggi nei maggiori luoghi di culto cristiano. Tra i tanti si ricordano: verso Santiago di Compostela in occasione dell'anno Santo Jacobeo; ad limina Petri (lungo la via Francigena); ad Limina sancti Nicolai (Roma, Monte Sant'Angelo, Bari); Ad Sanctum Sepulcrum (a Gerusalemme); ad Limina Lourdes; "dal Volto Santo alla Sacra Sindone" (Lucca, Torino) e recentemente Ad Sanctum Jacobum Calatahieronis (Da San Giacomo di Camaro a San Giacomo di Caltagirone) e alla Tomba di Sant'Emidio (Cammino Francescano della Marca, Assisi-Ascoli Piceno).
La Confraternita ha una propria rivista "Santiago" ed edita una la collana di pubblicazioni “Finisterre” ed è associata al Centro italiano di studi compostellani. Inoltre la Confraternita è l'unico istituto in Italia che rilascia la cosiddetta credenziale ovvero il documento che attesta la condizione di pellegrino e necessario per percorrere le vie di pellegrinaggio in direzione dei luoghi santi.